# Angel (Shaggy)
Angel is een nummer van de Jamaicaanse zanger Shaggy uit 2001, in samenwerking met de Barbadiaanse zanger Rayvon. Het is de tweede single van Hot Shot, het vijfde studioalbum van Shaggy.
De tekst van "Angel" is een eerbetoon aan vrouwen die door dik en dun naast hun mannen blijven staan.Het refrein in het nummer is gesampled uit Angel of the Morning van Chip Taylor, terwijl de baslijn afkomstig is uit The Joker van de Steve Miller Band. Aanvankelijk was Steve Miller argwanend toen Shaggy hem vroeg of zij de baslijn mocht samplen, aangezien Miller zijn muziek nooit leent voor samples. Nadat Shaggy aan Miller het resultaat van de sample stuurde, was Miller echter erg enthousiast en ging hij toch akkoord. Het refrein werd ingezongen door zanger Rayvon. Als dank hielp Shaggy Rayvon dienst album vorm te geven.
Na It Wasn't Me, werd "Angel" wederom een enorme wereldhit voor Shaggy. Het nummer bereikte in diverse landen de nummer 1-positie, waaronder ook in de Amerikaanse Billboard Hot 100, de Nederlandse Top 40 en de Vlaamse Ultratop 50.